# تب‌بر

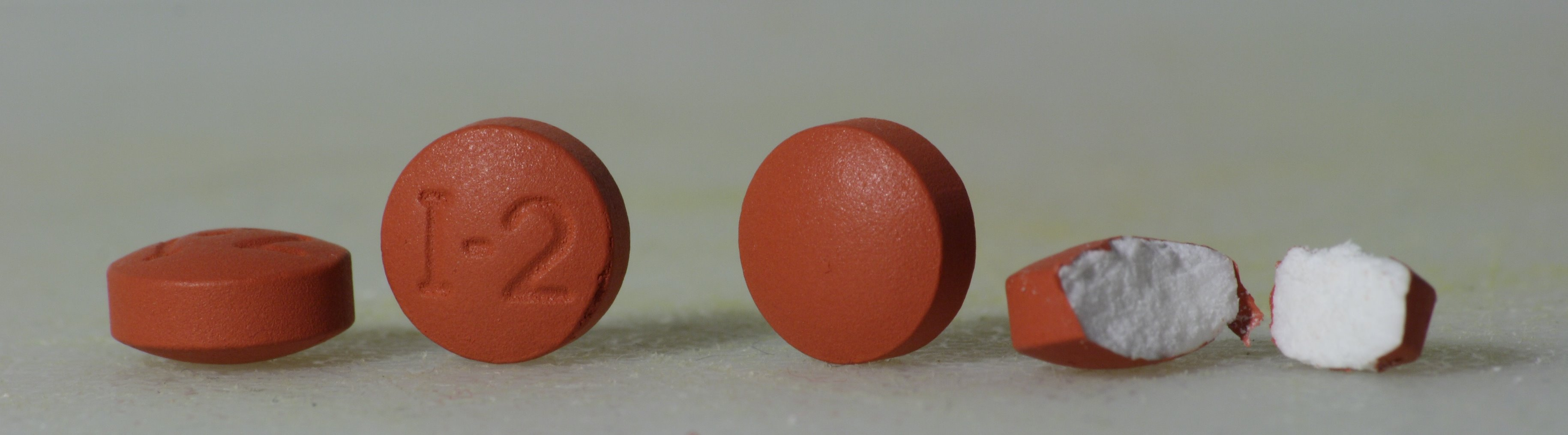
قرص‌های ایبوپروفن به‌عنوان تب‌بر

تب‌برها داروهایی هستند که برای کاهش تب مصرف می‌شوند. تب‌برها باعث می‌شوند که هیپوتالاموس از افزایش اینترلوکین ناشی از افزایش دمای بدن جلوگیری کند. در نتیجه با کاهش دما، تب کاهش می‌یابد. بیشتر تب‌برها کاربردهای دیگری نیز دارند. تب‌برهای رایج مانند ایبوپروفن و آسپیرین در اصل برای کاهش درد کاربرد دارند. داروهای ضد التهاب غیر استروئیدی تب‌بر، ضد التهاب و مسکن هستند.

## درمان غیردارویی
حمام با آب ولرم یا خنک یا استفاده از اسفنج نم‌دار در بیماری‌هایی که در اثر گرمای محیط به‌وجود آمده‌اند (گرمازدگی) باعث کاهش دمای بدن می‌شوند. حمام الکل به‌دلیل جذب آن توسط پوست اثر معکوس دارد.

## داروها
داروهایی که برای تب (غیر از گرمازدگی) مفید هستند عبارتند از:
- داروهای ضد التهاب غیر استروئیدی مانند ایبوپروفن، ناپروکسن، کتوپروفن
- آسپیرین
- استامینوفن
- Metamizole
- Nabumetone
- Phenazone
- کینین

### گیاهان
در طب سنتی از گیاهان آوندداری که در کاهش تب مؤثر هستند استفاده می‌شود.

### کودکان
اثر استامینوفن در کاهش تب در کودکان غیرقطعی است؛ حتی در مواردی دیده شده که بهتر از روش‌های فیزیکی نیست.